# 草酸铵
草酸銨是草酸的铵盐，分子式為(NH4)2C2O4。

## 性質
無色晶體，帶有一分子結晶水，分子式亦可作為(NH4)2C2O4．H2O。
遇熱會分解成草酸並放出氨氣，反應式如下：
(NH4)2C2O4 + 熱 → H2C2O4 + 2NH3↑
草酸銨水溶液呈弱酸性。

## 製备
草酸銨可由氨水与草酸的反应制备，反應式為：
H2C2O4 + 2NH4OH → (NH4)2C2O4 + 2H2O

## 用途
可用於製作安全炸药和供分析的试剂等。